# Савочкин, Пётр Захарович
Пётр Захарович Савочкин (белор. Пётр Захаравіч Савачкін) (24 июня 1911, д. Родина, современный Лиозненский район, Витебская область — 11 ноября 1975) — советский историк, декан исторического факультета БГУ (1955—1973).

## Биография
Родился 24 июня 1911 года.
Окончил Витебское педагогическое училище (1931 год), работал учителем, с сентября 1933 года — директором семилетней школы. В 1935 году поступил на исторический факультет БГУ, который окончил в 1940 году с отличием. В 1940—1946 гг. служил в Красной Армии, с 22 июня 1941 по май 1945 гг. в действующей армии на различных фронтах. Гвардии майор, помощника начальника разведки дивизии.
В 1946 году демобилизован, поступил в аспирантуру БГУ по кафедре истории СССР, где учился до 1949 года, в 1949—1955 гг. работал старшим преподавателем кафедры истории СССР, в 1953 году защитил кандидатскую диссертацию. В 1950—1955 гг. работал заведующим кафедрой, заместителем директора по учебной и научной работе Минской школы профдвижения ВЦСПС, совмещая с преподавательской работой в БГУ. В 1955 году был назначен деканом исторического факультета БГУ, неоднократно переизбирался на эту должность. Одновременно являлся заведующим кафедрой истории СССР. Покинул пост декана 1 мая 1973 года.
Написал докторскую диссертацию «Экспансия иностранного капитала в Западную Белоруссию (1919—1939 гг.)», но не успел её защитить из-за тяжёлой болезни.
Умер 11 ноября 1975 года.

## Научная деятельность
Направления научной деятельности: установление советской власти в западных областях Беларуси.

### Сочинения
- Борьба за власть Советов в западных областях Белоруссии в 1918—1920 гг. : диссертация … кандидата исторических наук : 07.00.00. — Минск, 1952. — 395 с.
- П. З. Савочкин, В. Н. Сидорцов, А. П. Игнатенко, А. И. Сидоренко. Хрестоматия по истории БССР 1917—1971 [Текст] : [Для ист. фак. вузов]. — Минск : Изд-во БГУ, 1972. — 430 с.

## Семья
Жена, три дочери: Наталья, Елена и Ирина.

## Награды
- Орден Красной Звезды;
- Орден Отечественной войны I степени;
- Орден Отечественной войны II степени;
- 5 медалей, в том числе медаль «За отвагу»;
- Почётная грамота ВС БССР — за большую научно-педагогическую и воспитательную работу и связи с 60-летием.